# جاده ئی۷۷۱ اروپا
جاده ئی۷۷۱ اروپا (به انگلیسی: European route E771) یکی از جاده‌های درجه ۲ قاره اروپا است.
این جاده از شهر دروبتا-تورنو سورین (رومانی) شروع شده و در شهر بیجلو پولیه (مونته‌نگرو) و در مرز کشور آلبانی به پایان می‌رسد.